# Mountain Grove (Missouri)
Mountain Grove – miasto w Stanach Zjednoczonych, w stanie Missouri, w hrabstwie Wright.